# Amelanchier grandiflora
Amelanchier grandiflora là loài thực vật có hoa trong họ Hoa hồng. Loài này được (Wiegand) Wiegand mô tả khoa học đầu tiên năm 1920.

## Hình ảnh

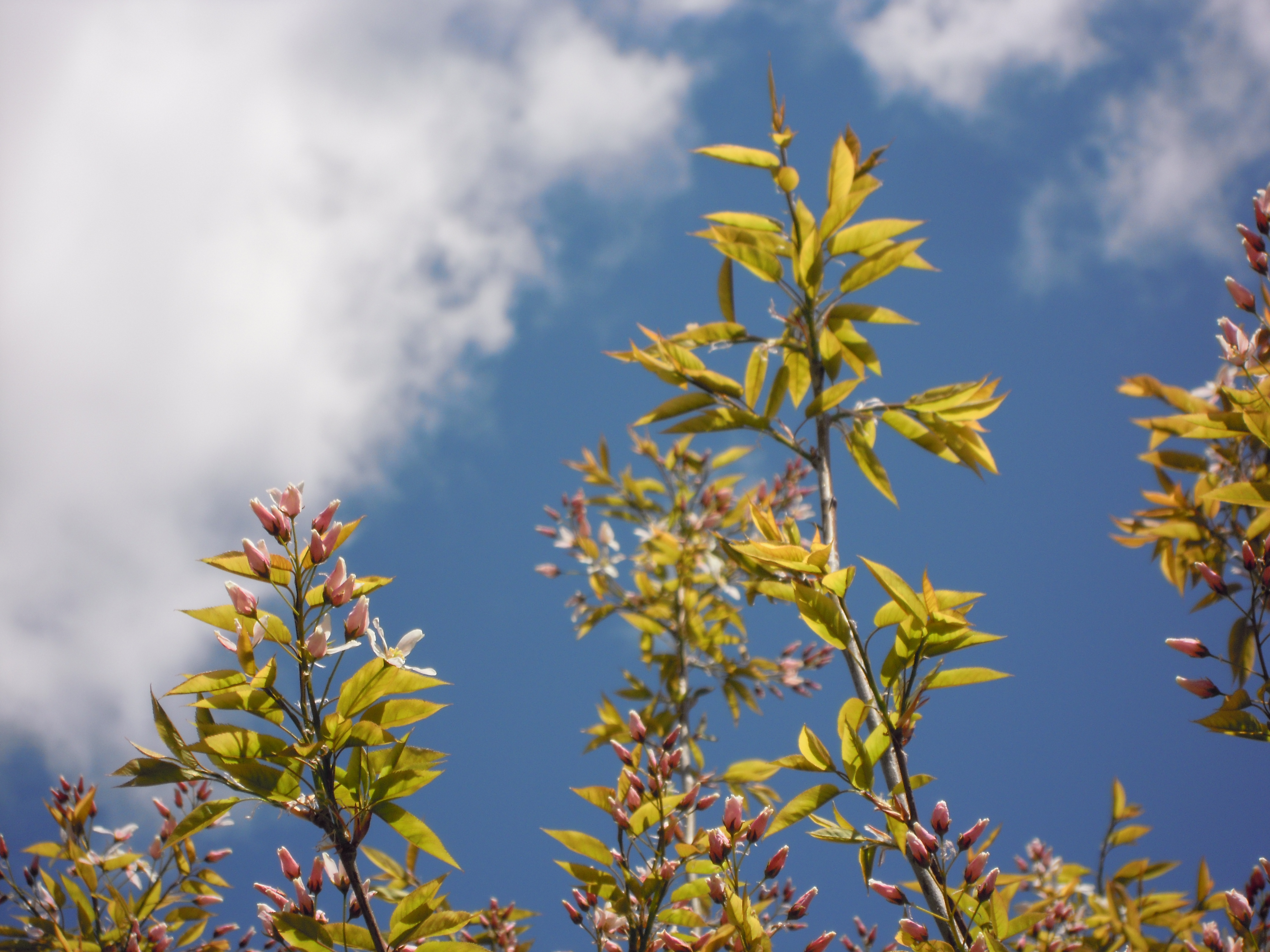
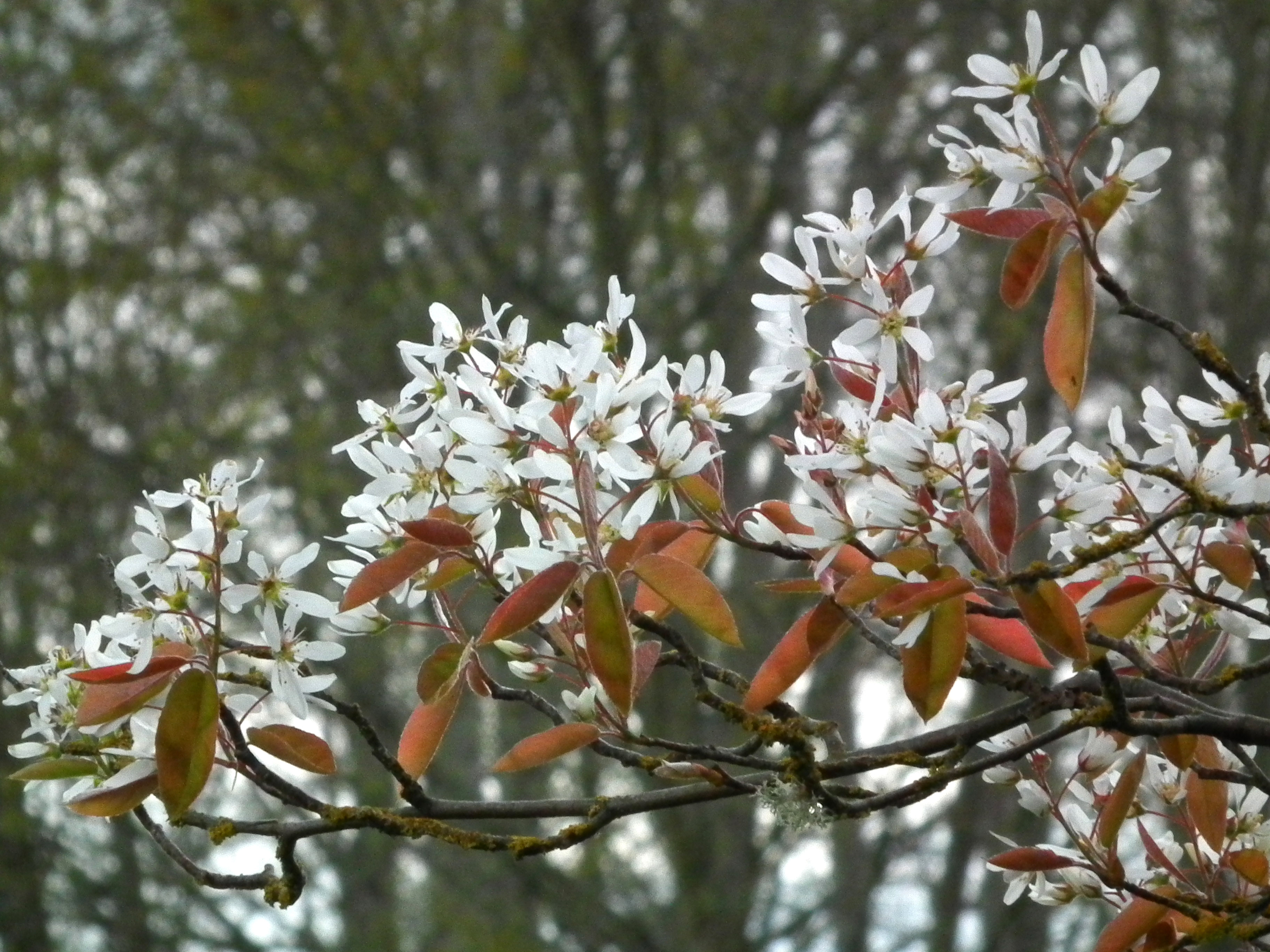